# Despekt
Despekt – skała w grupie skał Czarciego Korytarza w Doliny Będkowskiej na Wyżynie Krakowsko-Częstochowskiej. Znajduje się w obrębie wsi Będkowice, w województwie małopolskim, w powiecie krakowskim, w gminie Wielka Wieś.
Cztery skały Czarciego Korytarza tworzą dwa równoległe rzędy o pionowych ścianach, pomiędzy którymi jest wąski korytarz. W dolnym rzędzie są skały Ząb i Despekt, w górnym Wschodni Wierzchołek i Czarci Kamień. Uprawiana jest na nich wspinaczka skalna. Paweł Haciski opisuje je pod wspólną nazwą Czarci Korytarz. Również na mapie Geoportalu są opisane pod tą, wspólną nazwą. Wszystkie trzy skały wymienia natomiast internetowa baza topo portalu wspinaczkowego, ponadto do Czarciego Korytarza zalicza znajdująca się po północnej stronie samotną skałę Czarci Kamień.
Despekt to zbudowana z wapienia skalistego turnia o wysokości 11 m. Ma pionowe lub przewieszone ściany i znajduje się w lesie na stromym zboczu, tuż powyżej asfaltowej drogi z Będkowic przez dno Doliny Będkowskiej do Łazów.

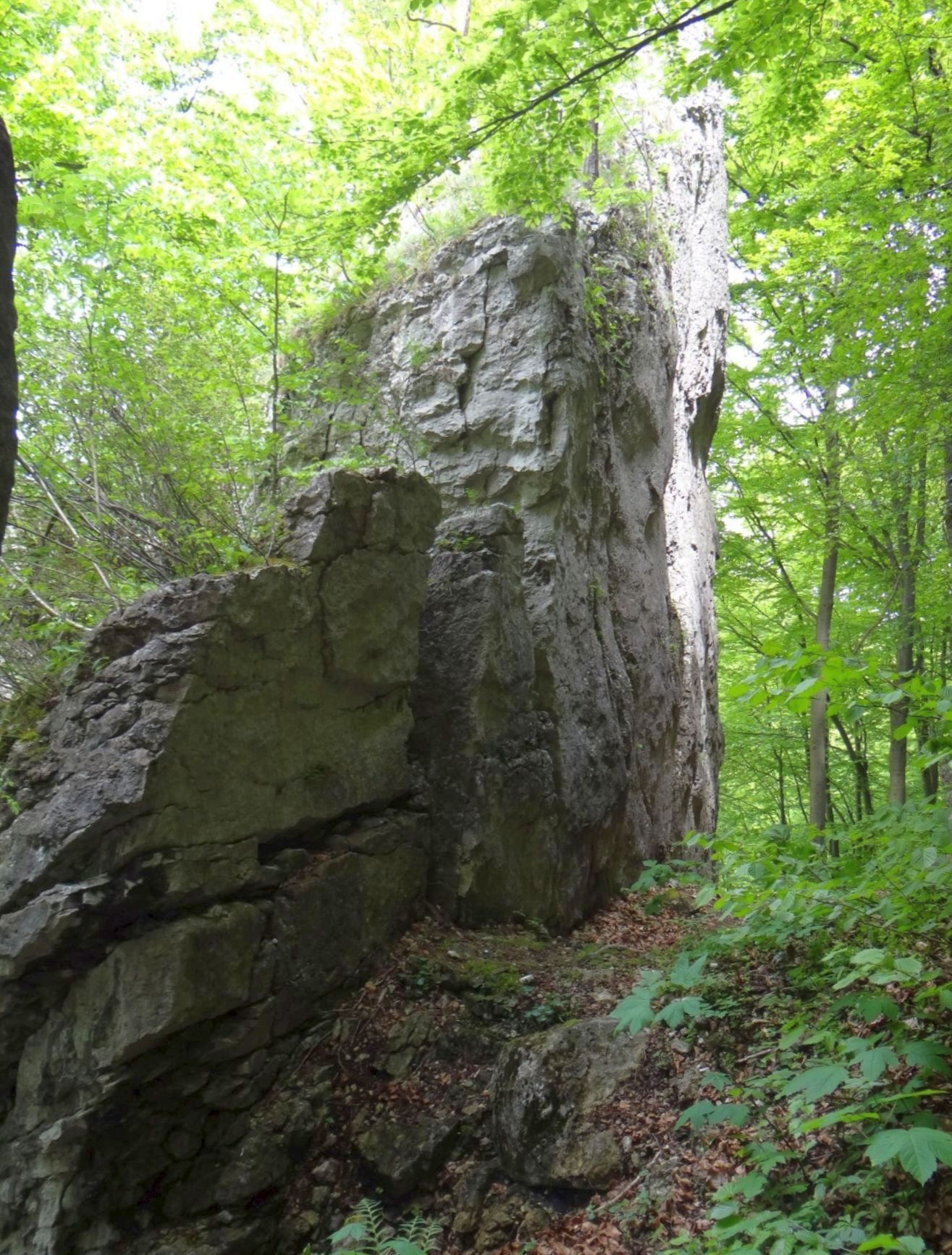
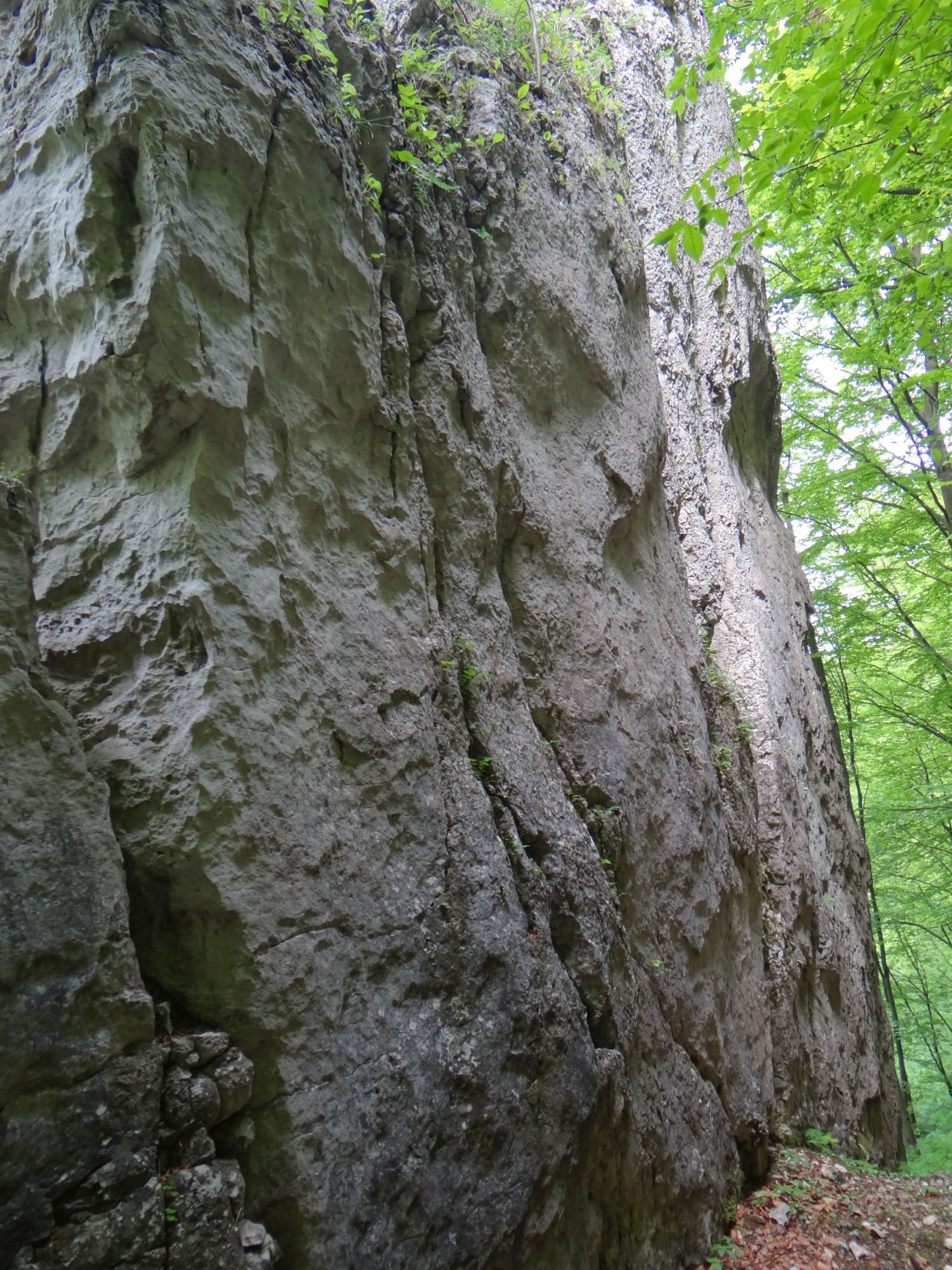
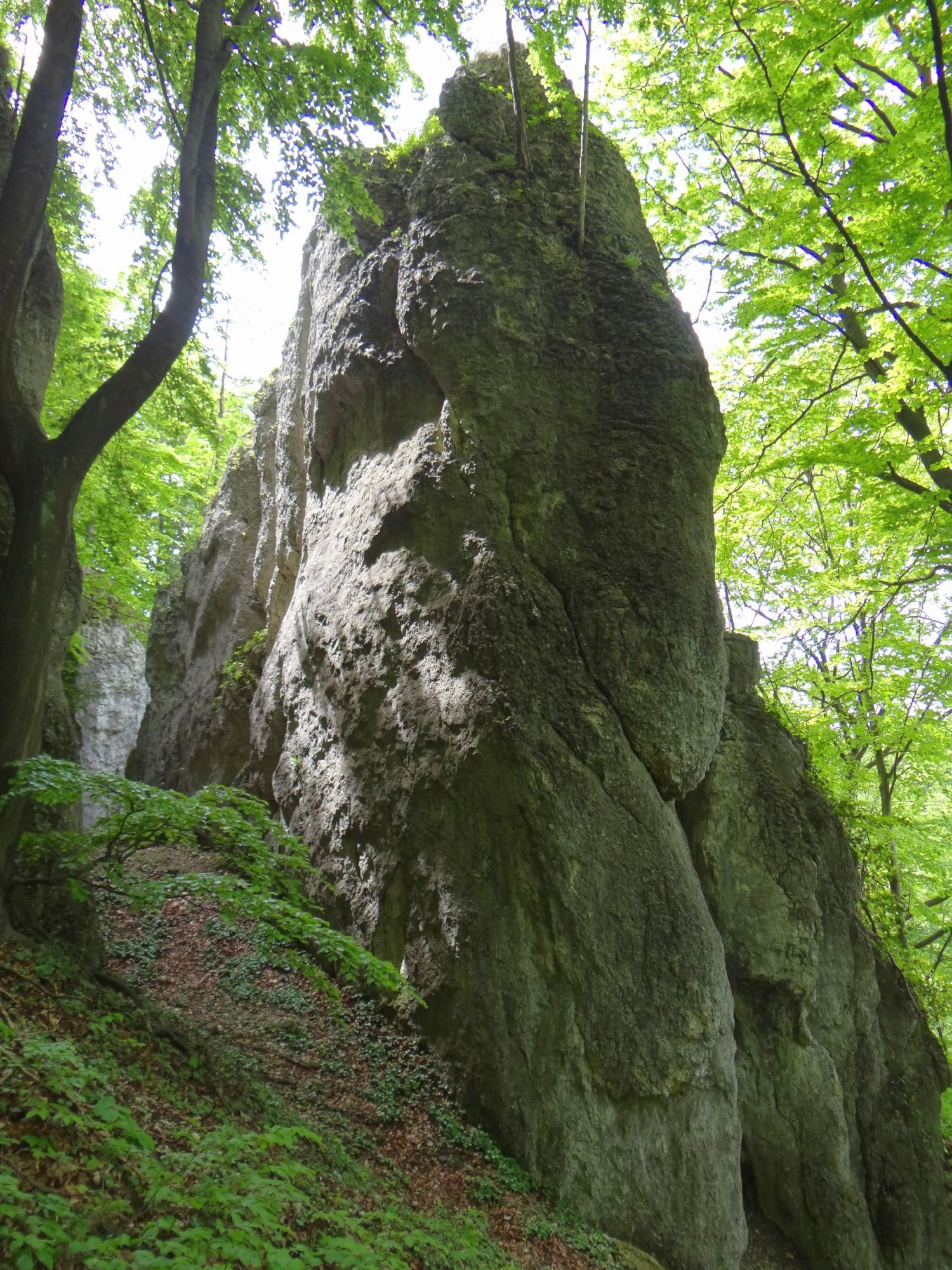
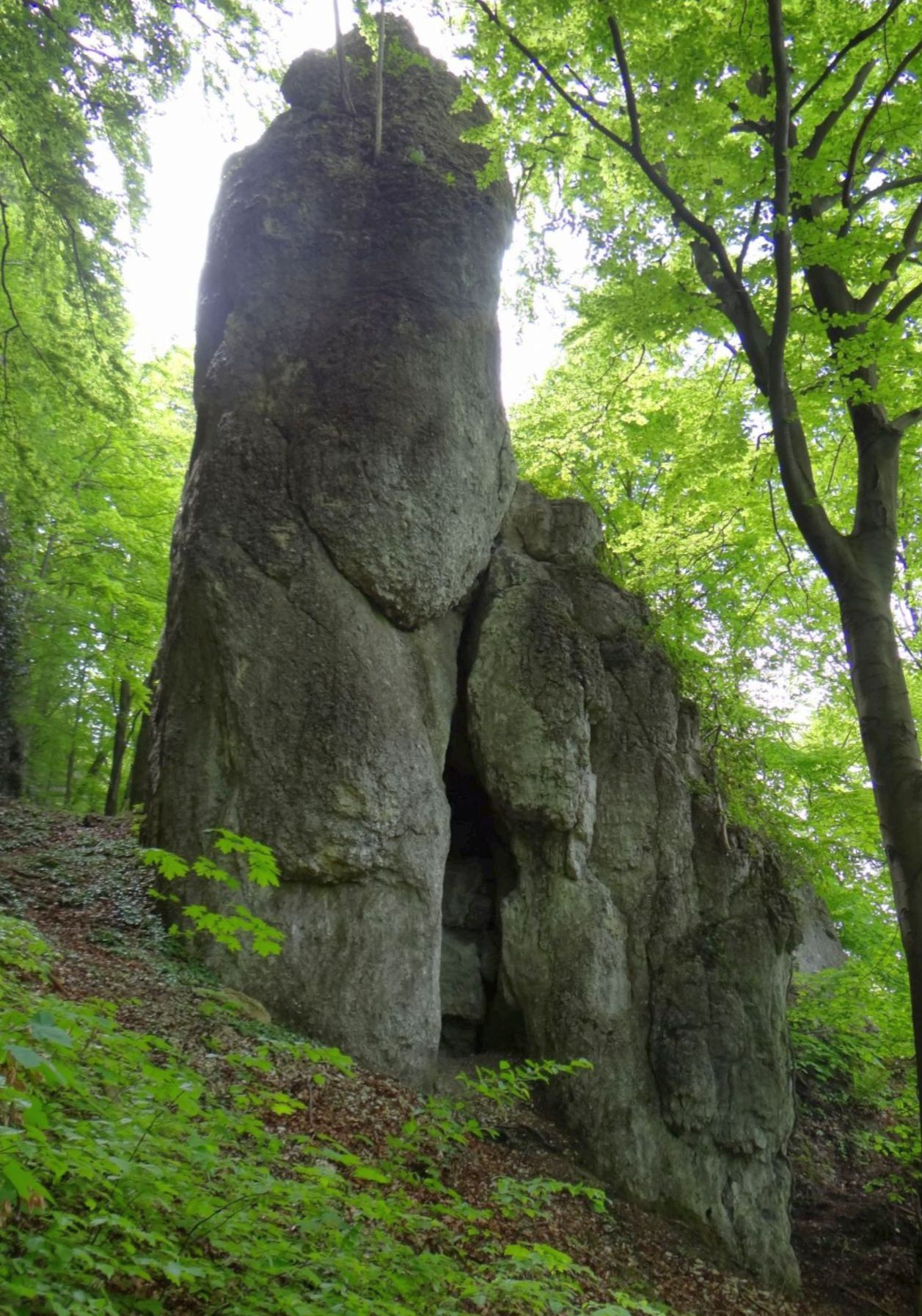
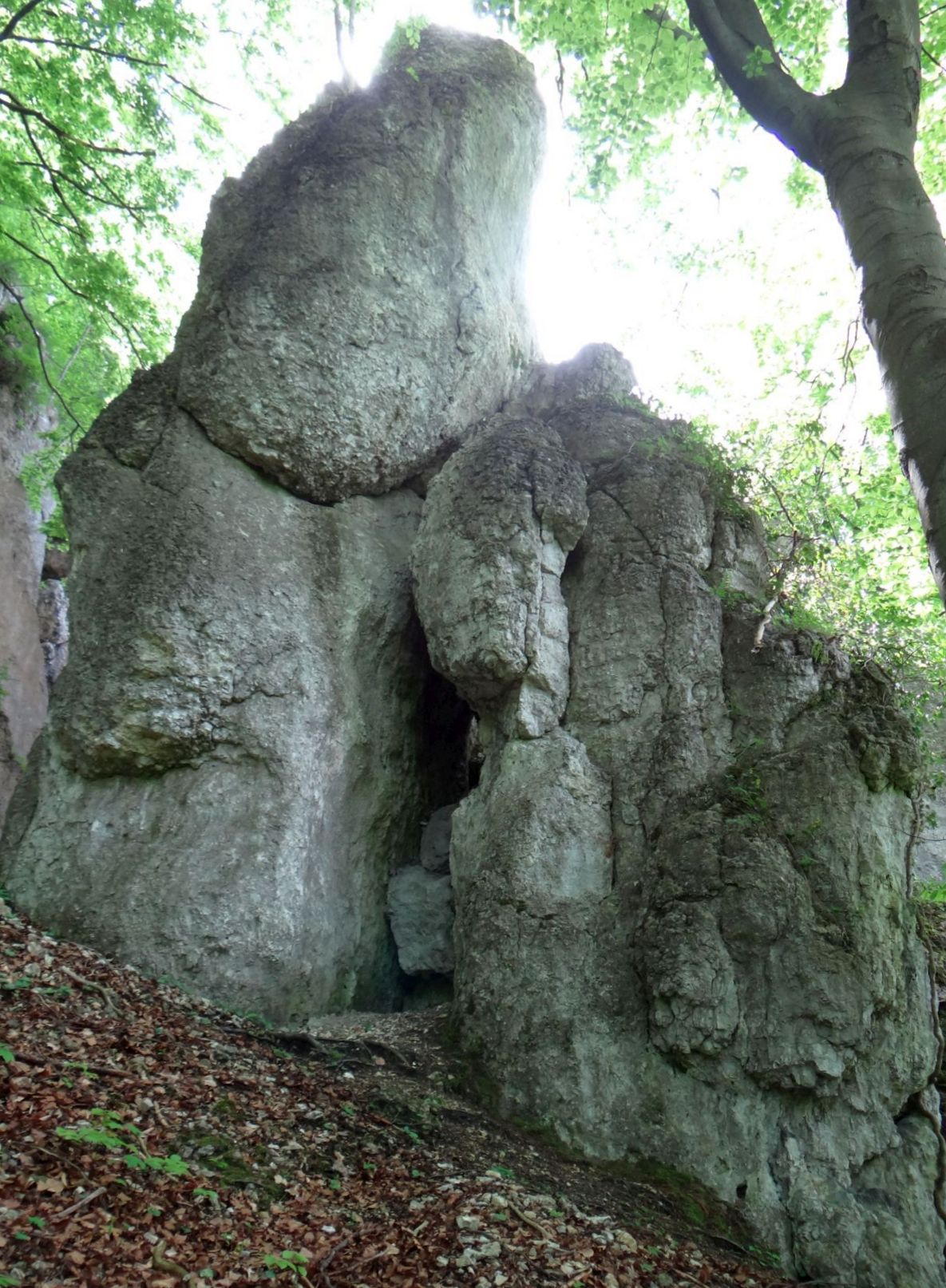
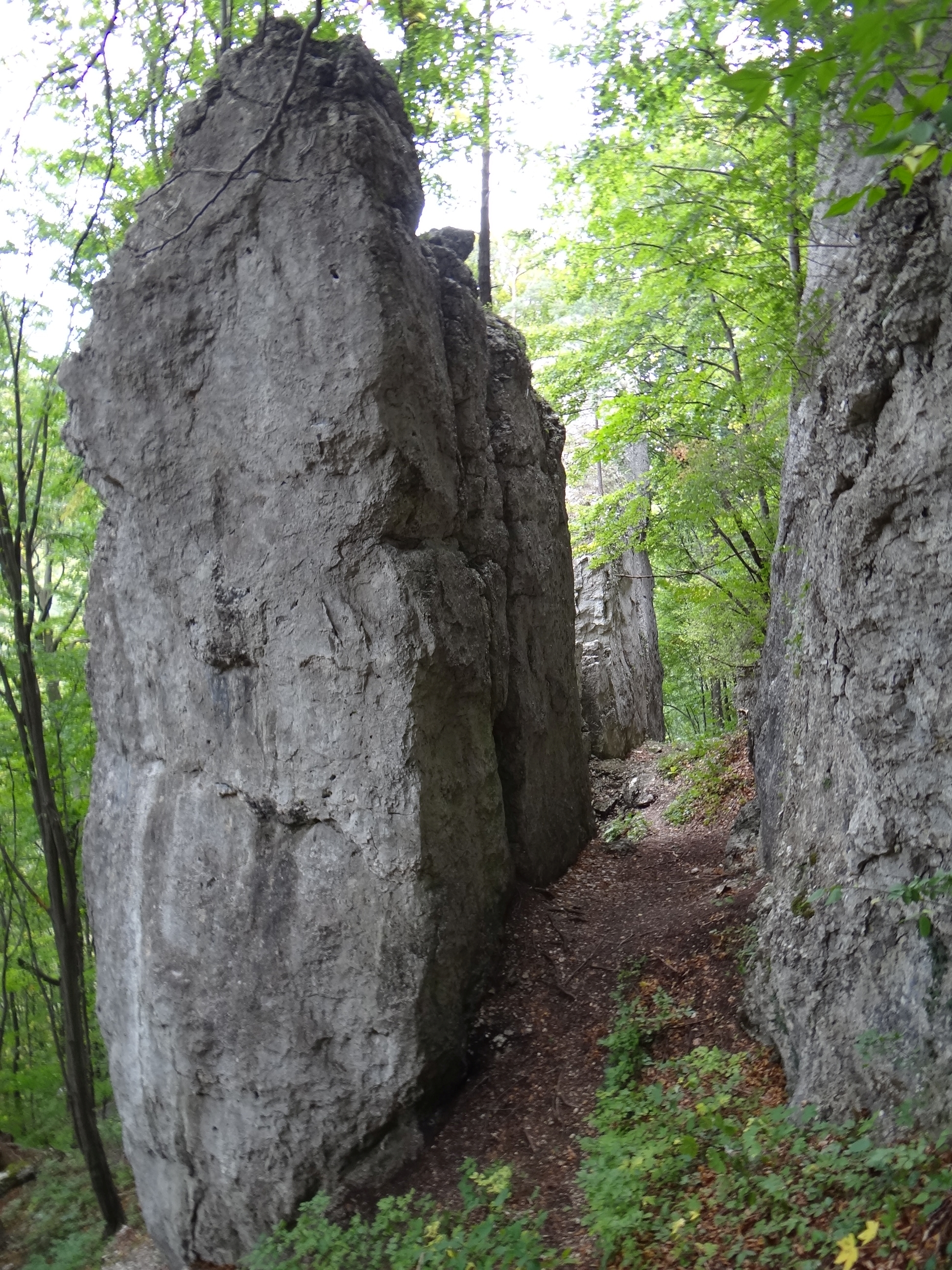
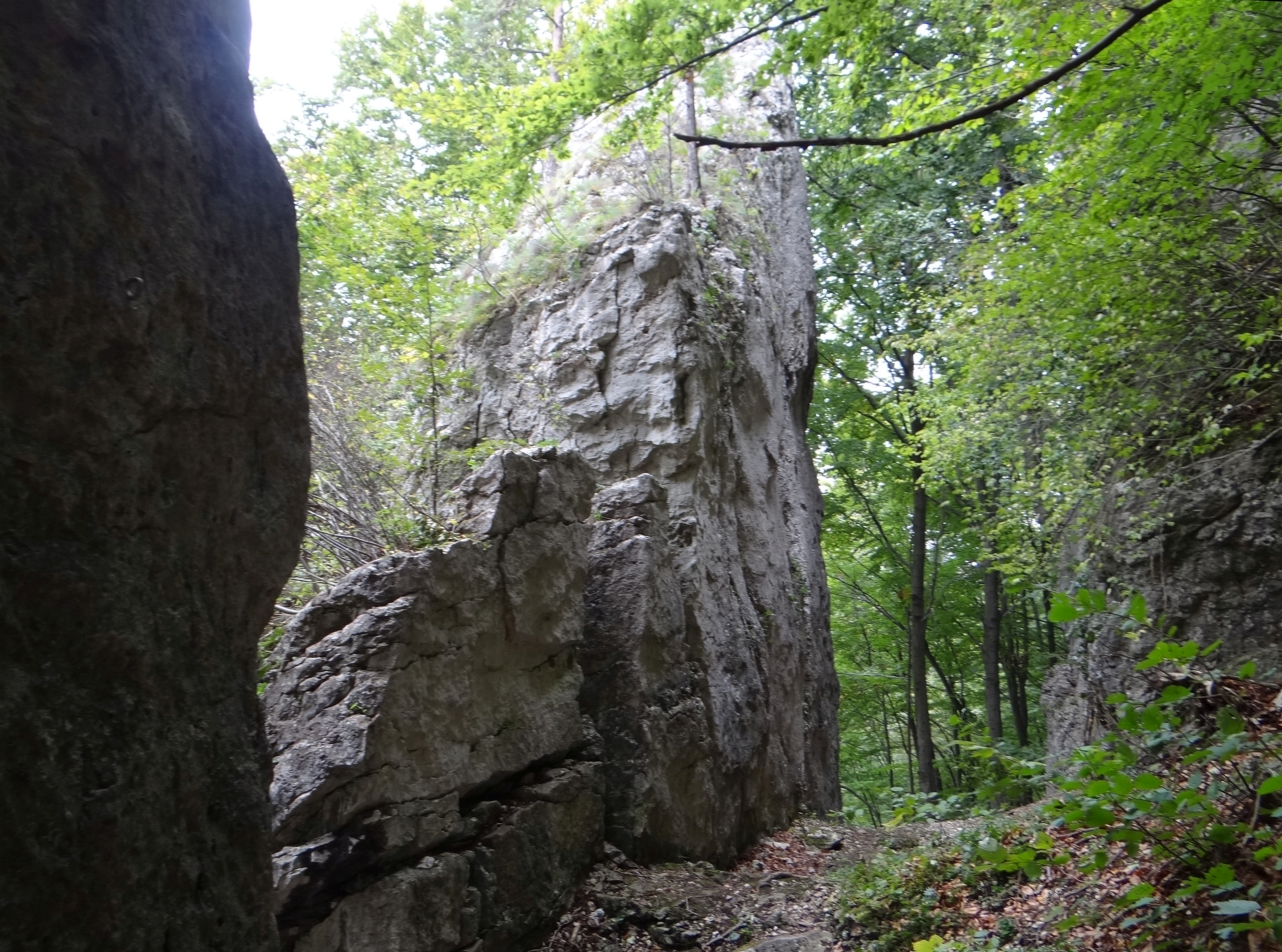
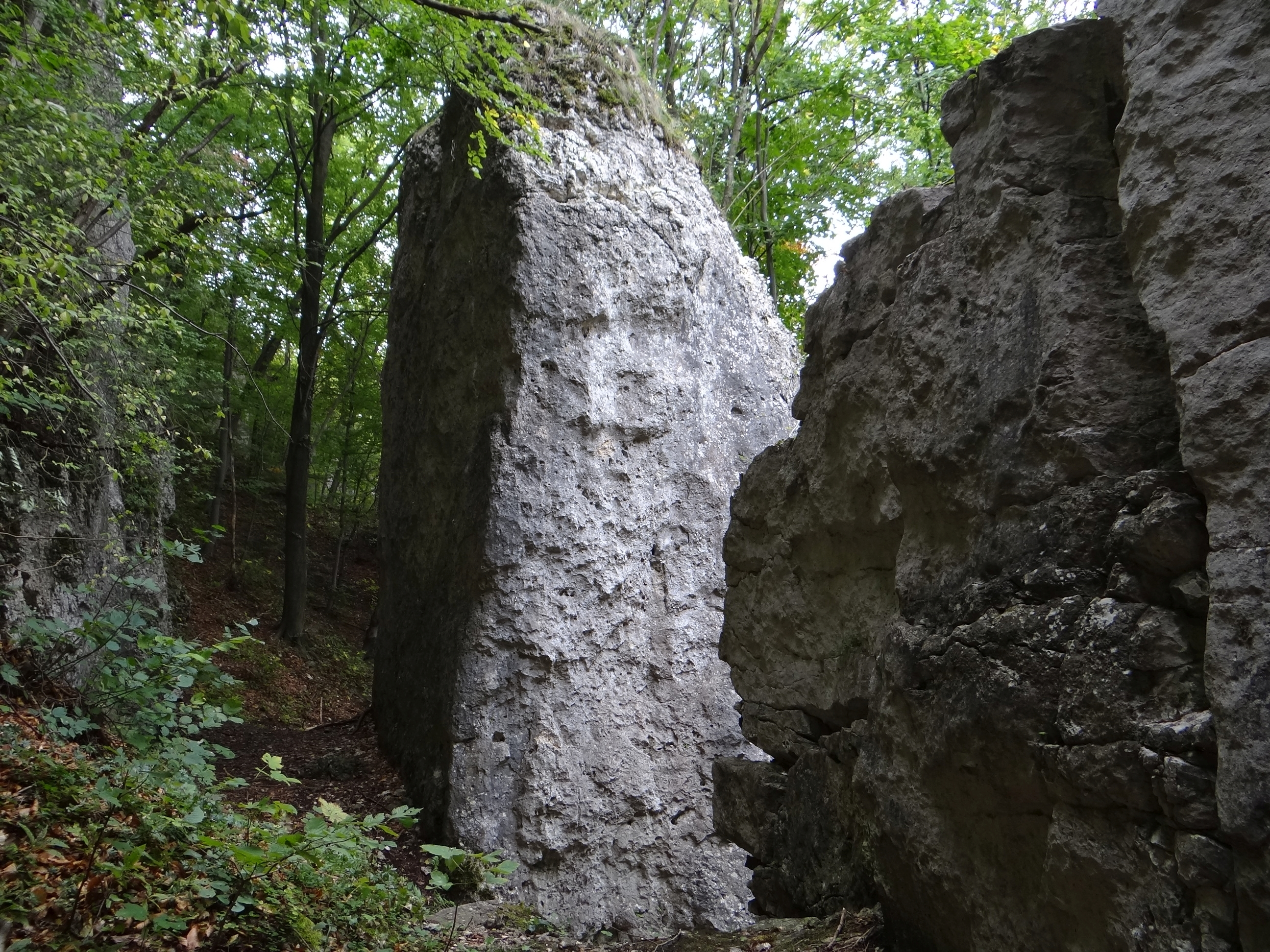
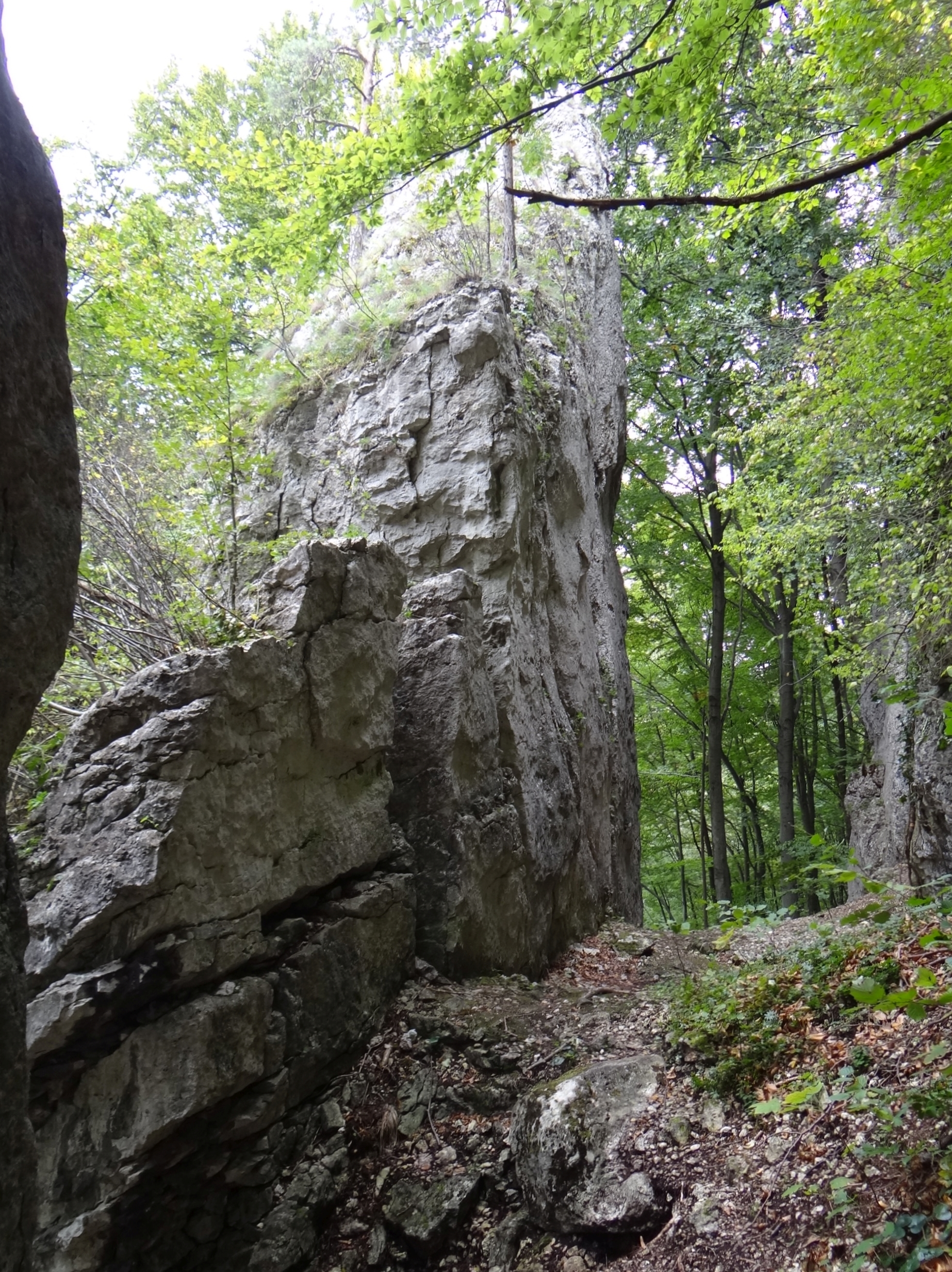

W skale Despekt jest jaskinia Czarci Schron.

## Drogi wspinaczkowe
Na Despekcie jest 6 dróg wspinaczkowych o trudności od IV do VI.3+ w skali trudności Kurtyki. Na wszystkich z wyjątkiem czwórkowej zamontowano stałe punkty asekuracyjne: ringi (r) i stanowiska zjazdowe (st).
1. Potrójna rysa; IV, 10 m
2. Bez nazwy; VI.1, 5r + st, 10 m
3. Despekt; VI.3+, 5r + st, 11 m
4. Bez nazwy; VI.3/3+, 5r + st, 11 m
5. Czarci filarek; VI.1, 5r + st, 11 m
6. Bez nazwy; VI, 5r + st, 11 m